# Tesna koža 4
Tesna koža 4 (serbokroatisch: Die enge Haut) ist der letzte Teil der 4-teiligen Filmreihe Tesna koža, deren Teile zu den meistgesehenen Filmen des ehemaligen Jugoslawien gehören. Der 1991 produzierte Film entstand unter der Regie von Milan Živkovic.

## Handlung
Pantić übt in Unterwäsche vor dem Spiegel eine Rede ein, denn er erwartet für seine langjährige Arbeit eine Beförderung samt Gehaltserhöhung. Sein Chef Srećko Šojić hatte ihm versprochen, er werde „nicht mehr lange in seiner Stellung bleiben“. Kurz darauf muss Pantić jedoch erfahren, dass er nicht befördert, sondern nach 35 Jahren vom Dienst suspendiert wird.
Pantić beschließt, sich für Šojićs Kaltherzigkeit zu rächen. Er setzt alles daran, die Machenschaften Šojić’ aufzudecken, und spioniert als falscher Postbote eine Villa aus. Er vermutet, dass Šojić irgendetwas plant, und ertappt ihn dabei, wie er von einem Gangsterboss beauftragt wird, eines seiner Unternehmen zu liquidieren, damit die Mafia kräftig Gewinn macht.